# Simetría cíclica en tres dimensiones
| · Simetría · involutiva · Cs, (*) · [ ] =     | · Simetría · cíclica · Cnv, (*nn) · [n] =    | · Simetría · diédrica · Dnh, (*n22) · [n,2] = |
| Grupo poliédrico, [n,3], (*n32)               |                                              |                                               |
| · Simetría tetraédrica · Td, (*332) · [3,3] = | · Simetría octaédrica · Oh, (*432) · [4,3] = | · Simetría icosaédrica · Ih, (*532) · [5,3] = |

La simetría cíclica en tres dimensiones está integrada por cuatro series infinitas de grupos de puntos en tres dimensiones (n≥1) con simetría rotacional o reflexiva de multiplicidad n respecto a un eje (en un ángulo de 360°/n), tales que conservan la configuración de la situación de los puntos.
En geometría tridimensional se definen de acuerdo con los grupos de simetría finitos de un cono. Para n = ∞ corresponden a cuatro frisos. Se utiliza la notación de Schönflies. Los términos horizontal (h) y vertical (v) implican la existencia y dirección de reflexiones con respecto a un eje de simetría vertical. También se muestra la notación de Coxeter entre corchetes y la notación orbifold entre paréntesis.

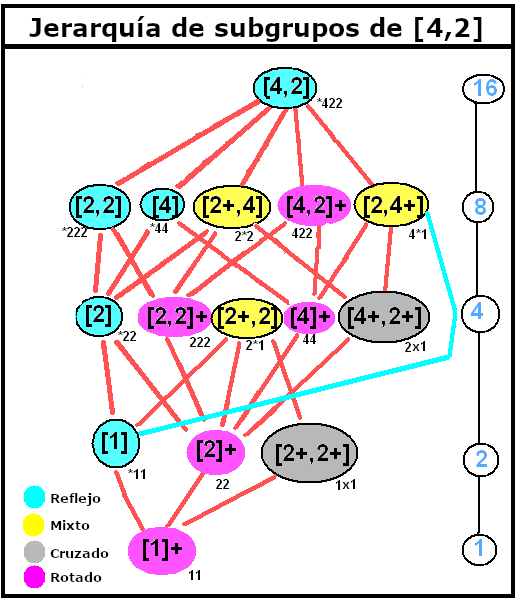
Ejemplo de árbol de subgrupos de simetría para la simetría diédrica: D_{4h}, [4,2], (*224)

## Tipos
Quiral
- Cn, [n]+, (nn) de orden n (es decir, con simetría n-rotacional), el grupo acro-n-gonal (grupo abstracto Zn). Para n=1, sin simetría (el grupo trivial).

Aquirales
- Cnh, [n+,2], (n*) de orden 2n (es decir,simetría prismática o del grupo orto-n-gonal; el grupo abstracto Zn × Dih1); para n=1 esto se denota por Cs (1*) y se llama simetría especular, o también simetría bilateral. Tiene simetría especular con respecto a un plano perpendicular al eje de rotación n.

- Cnv, [n], (*nn) de orden 2n (simetría piramidal o del grupo completo acro-n-gonal; el grupo abstracto Dihn); en biología C2v se llama simetría birradial. Para n=1 se tiene nuevamente que Cs (1*). Tiene planos de simetría especular verticales. Este es el grupo de simetría de una pirámide regular de n lados.

- 'S2n, [2+,2n+], (n×) de orden 2n (el grupo giro-n-gonal, que no debe confundirse con los grupos simétricos, para los cuales se usa la misma notación; es el grupo abstracto Z2n). Tiene un eje de rotorreflexión de orden 2n, también llamado eje de rotación impropia de 2n, es decir, el grupo de simetría contiene una combinación de una reflexión en el plano horizontal y una rotación en un ángulo de 180°/n. Así, como Dnd, contiene un número de rotaciones impropias pero sin contener las rotaciones correspondientes.

- - Para n=1 se tiene que S2 (1×), también denotado por Ci, también denominada simetría de inversión.

C2h, [2,2+] (2*) y C2v, [2], (*22) de orden 4 son dos de los tres tipos de grupos de simetría 3D con el grupo de Klein como grupo abstracto. C2v se aplica, por ejemplo, para una loseta rectangular con su cara superior diferente de su cara inferior.

## Grupos de frisos

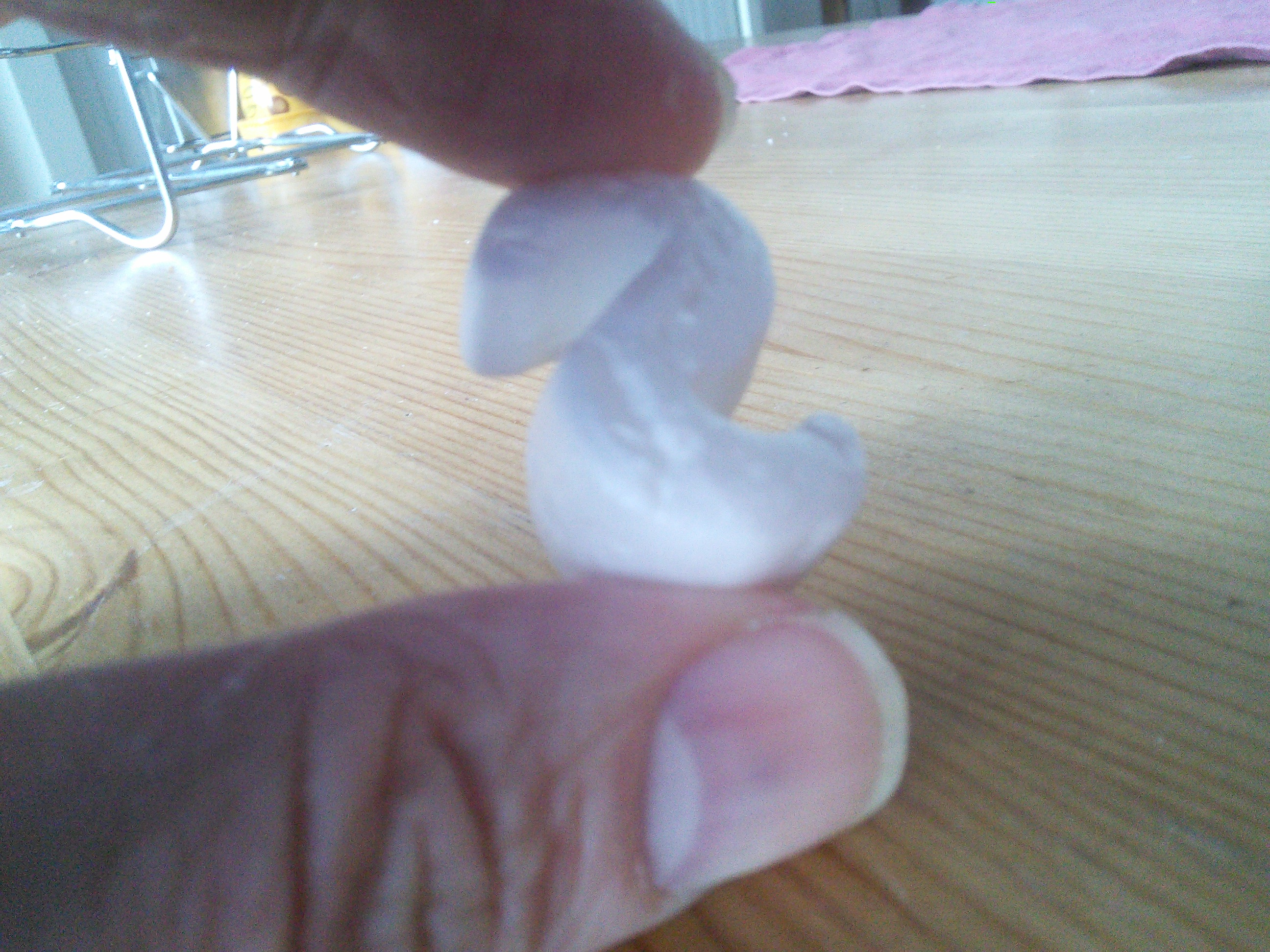
Pieza de relleno de embalaje con simetría C_{2h}

En el límite, estos cuatro grupos representan los frisos en el plano euclídeo como C∞, C∞h, C∞v y S∞. Las rotaciones se convierten en traslaciones en el límite. Las porciones del plano infinito también se pueden cortar y conectar en un cilindro infinito.
| Notaciones | Notaciones | Notaciones | Notaciones  | Ejemplos       | Ejemplos       |
| IUC        | Orbifold   | Coxeter    | Schönflies* | Plano euclídeo | Cilindro (n=6) |
| ---------- | ---------- | ---------- | ----------- | -------------- | -------------- |
| p1         | ∞∞         | [∞]+       | C∞          |                |                |
| p1m1       | *∞∞        | [∞]        | C∞v         |                |                |
| p11m       | ∞*         | [∞+,2]     | C∞h         |                |                |
| p11g       | ∞×         | [∞+,2+]    | S∞          |                |                |

## Ejemplos
| S2/Ci (1x):    | C4v (*44):        | C4v (*44):                 | C5v (*55):          |
| -------------- | ----------------- | -------------------------- | ------------------- |
| Paralelepípedo | Pirámide cuadrada | Pirámide cuadrada elongada | Pirámide pentagonal |